# Gelotologia
Gelotologia (gr. gelos – śmiech) – dziedzina badań nad śmiechem i jego wpływem na zdrowie. Gelotologia bada wpływ śmiechu na organizm z perspektywy psychologicznej i fizjologicznej.
Termin ten jest często używany także w znaczeniu terapia śmiechem.

## Terapia śmiechem
Terapia śmiechem (geloterapia) to terapia oparta na założeniu, że spontaniczny śmiech pomaga odreagować stres, konflikty, frustracje.
Terapia śmiechem służy wykształceniu umiejętności rozładowania napięć emocjonalnych i stresu, a także profilaktyce zdrowia.
Jednym z ojców terapii był Norman Cousins, chorujący na zapalenie stawów – bolesną chorobę zwyrodnieniową. Cousins nie zaakceptował perspektywy przedwczesnej śmierci, rozpoczął więc poszukiwanie terapii dającej mu szanse na wyzdrowienie i sam zaaplikował sobie terapię śmiechem.
Rodzaje śmiechu:
..."tchnienie radości" określam jako pierwszy stopień, który przy odrobinie wprawy można zachować jako stan permanentny. Posiadanie tej umiejętności jest niezwykle cenne, stwarza bowiem możliwość zachowania psychicznego odprężenia. Jako stopień podstawowy w leczeniu ma znaczenie wręcz nieoszacowane. Góruje nawet nad drugim stopniem, określanym jako chichot, gdyż stanowi szczery wyraz głębokiego, duchowego, radosnego spokoju, podczas gdy chichot mimo że jest wyrazem mocniejszym, może już nie być tak prawdziwy, gdyż jest już w konwencjonalny sposób umotywowany. Tchnienie radości, lekki śmieszek lub chichot są jakby progiem do bezgłośnego śmiechu. Gdy śmiech ten narasta, zmienia się mimika twarzy i dopiero wtedy można rejestrować wrażenia akustyczne(...) Przy śmiechu z objawami akustycznymi następuje bezstopniowe przejście od śmiechu cichego do głośnego - śmiechu na całe gardło któremu towarzyszą słabsze lub silniejsze konwulsyjne ruchy ciała. Czwartym stopniem jest śmiech do łez. Przy nim rejestrujemy wrażenia akustyczne, nie są one jednak tak silne jak przy trzecim stopniu. Dźwięk z gromkiego staje się zdławiony, przy śmiechu do łez zostaje niemal zduszony. Śmiejący wstrząsany jest mocnymi, mimowolnymi ruchami ciała. Przy śmiechu leczniczym najważniejsze dla nas są stopnie jeden, trzy i cztery(...) Sam chichot, czyli stopień drugi, stanowi jedynie formę łącznika i sam w sobie nie ma żadnych walorów leczniczych".